# Římskokatolická farnost Korouhev
Římskokatolická farnost Korouhev je územním společenstvím římských katolíků v litomyšlském vikariátu královéhradecké diecéze, při zemské hranici Čech s Moravou, na hranici s brněnskou diecézí.

## O farnosti

### Historie
Kostel v Korouhvi je jedním z nejstarších svatostánků regionu. Jeho historie sahá až k roku 1050, rozšířen byl ve druhé půli 13. století, a v roce 1906 novogoticky upraven. Rodákem z farnosti byl kněz a literát, pozdější vyšehradský kanovník Josef Ehrenberger. Vlastního duchovního správce měla místní farnost až do 60. let 20. století, kdy byla přičleněna ex currendo k Sádku. Při tomto stavu pak už zůstalo.
Důsledkem polohy farnosti při zemské hranici je to, že do jejího území spadá Sedliště, které je místní částí městyse Jimramova, přičemž samotný Jimramov je již na území brněnské diecéze. Tento městys je tedy v církevní správě rozdělen nejen mezi dvě diecéze, ale mezi dvě církevní provincie. Sedliště patří k české církevní provincii, Jimramov k moravské. Podobné rozdělení je též v případě nedaleké farnosti Svratka.

### Současnost
Farnost je spravována ex currendo ze Sádku.
| Kostel                       | Místo    | Bohoslužba             | Bohoslužba             | Poznámka     |
| ---------------------------- | -------- | ---------------------- | ---------------------- | ------------ |
| Kostel svatého Petra a Pavla | Korouhev | neděle úterý čtvrtek   | 10.30 18:00 18.00      | farní kostel |
| Kaple svatého Václava        | Sedliště | neslouží se pravidelně | neslouží se pravidelně | kaple        |